# بيتر تايلور (صحفي)
بيتر تايلور (بالإنجليزية: Peter Taylor)‏ هو صحفي بريطاني، ولد في 1942 في سكاربورو في المملكة المتحدة.

## وصلات خارجية
- بيتر تايلور على موقع IMDb (الإنجليزية)